# Rudolf Iwanowitsch Abel

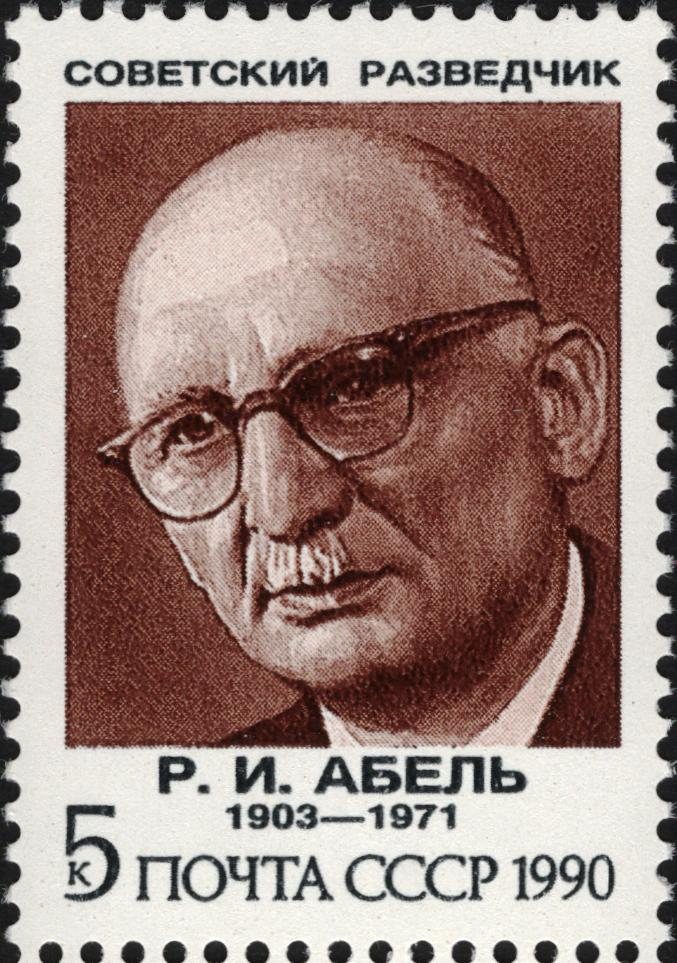
Rudolf Iwanowitsch Abel (sowjetische Briefmarke 1990)

Rudolf Iwanowitsch Abel (russisch Рудольф Иванович Абель, * als William Genrichowitsch Fischer 11. Juli 1903 in Benwell/Newcastle upon Tyne, Vereinigtes Königreich; † 15. November 1971 in Moskau), alias Rudolf Ivanovich Abel, William („Willie“) Genrikowitsch (August) Fisher (auch Fischer), Emil Robert Goldfus (auch Goldfuss oder Goldfuß), Frank, Marc, Andrew Kayotis, Martin Collins, war einer der erfolgreichsten Agenten der UdSSR in den USA. Unter anderem spionierte er für die Sowjetunion amerikanische Atomgeheimnisse aus.
1957 enttarnt und verhaftet, wurde er am 10. Februar 1962 auf der Glienicker Brücke an der Grenze von Potsdam (DDR) zu West-Berlin gegen den amerikanischen U-2-Piloten und CIA-Spion Captain Francis Powers ausgetauscht. Spätestens dieser Vorgang machte ihn weltweit bekannt.

## Leben

### 1903–1948: Europa
Abels Vater war der russlanddeutsche Heinrich (Genrich) Matwejewitsch Fischer (* 1871 in Andrejewskoje, Gebiet Jaroslawl, Russland; † 1935 in Moskau), ein Weggefährte Lenins und Revolutionär, der 1889 verhaftet und zu drei Jahren Exil verurteilt wurde. 1901 emigrierte er nach Großbritannien, wo er 20 Jahre lang als Sekretär die Fabrikarbeiter in Newcastle organisierte. Er schmuggelte Waffen nach Russland und war der Autor des Buches В России и в Англии / W Rossii i w Anglii (In Russland und in England, Bericht über sein Leben und Wirken in Newcastle, 1922). Abels Mutter war die aus Saratow stammende Hebamme Ljubow Wassiljewna. Außerdem hatte er noch einen älteren Bruder, Heinrich (Genrich) Fischer.
1919 bestand Abel die Aufnahmeprüfung der Universität von London und wurde britischer Staatsbürger. 1921 kehrte Abels Familie zurück nach Russland. Kurz nach der Rückkehr ertrank Abels Bruder. Abel arbeitete zunächst als Übersetzer für die Komintern und wurde bei der Tscheka ausgebildet.
Nach Lenins Tod 1924 verlor Abels Vater seine guten Beziehungen und zog von Moskau in die Region Wologda. Abel wurde 1925 in die Rote Armee eingezogen, wo er bis 1926 in einem Fernmeldebataillon als Funker diente. Durch eine Empfehlung seiner Schwägerin bekam er 1927 eine Stelle im Sicherheitsdienst GPU. Später arbeitete er dort in der Auslandsabteilung, überwiegend als Funker.
Abel heiratete Jelena Stepanowna Lebedewa, eine Cellistin im Orchester eines Kindertheaters. Die gemeinsame Tochter Evelyn wurde 1929 geboren. 1931 ging Abel mit Frau und Tochter zu seinem ersten Einsatz nach Norwegen. Er arbeitete dort unter dem Codenamen Frank, erhielt einen neuen, echten britischen Pass und reiste unter seinem eigenen Namen in verschiedene europäische Länder (so nach Großbritannien, Frankreich, Deutschland, Türkei). Dort organisierte er ein Netz konspirativer Funkstationen. Gelegentlich trat er zur Tarnung als Künstler auf. 1934 kehrte Abel in die Sowjetunion zurück. Er wurde als Funker und Chiffrierer 1935 nach Großbritannien geschickt und übermittelte von dort Informationen der Gruppe um Kim Philby nach Moskau.
Auf Abels Initiative nahm sein langjähriger Weggefährte Kirill Chenkin Kontakt zu dem renommierten russischen Physiker Pjotr Kapiza (Nobelpreis für Physik 1978) auf. Chenkin glaubte, dass es für Abel wichtig sei, wenn er Kapiza, der damals in England lebte, überredete, in die Sowjetunion zurückzukehren. Kapizas Pass wurde eingezogen, als er aus familiären Gründen im Jahr 1934 die Sowjetunion besuchte. Er wurde so an der Ausreise gehindert, da er ausreisen wollte, obwohl er sonst viele Privilegien genoss und für ihn sogar ein eigenes Institut gebaut wurde. In den Memoiren von Andrei Sacharow bestätigte Kapiza den Vorfall und erwähnte darin auch Abels richtigen Namen Fischer.
1936 leitete Abel eine Ausbildungsstätte für Funker, die in geheimen Residenturen eingesetzt werden sollten.
Im Zuge der großen Säuberungsaktionen unter Stalin wurde Abel am 31. Dezember 1938 aus dem Nachrichtendienst entlassen. Nur gute Beziehungen seines Stiefbruders verhinderten, dass er zum Volksfeind (russ. враг народа) erklärt und verbannt wurde, nachdem sein ehemaliger Chef in Großbritannien, Alexander Michailowitsch Orlow, in die USA geflohen war, um einer wahrscheinlichen Erschießung in Moskau zu entgehen. 1939 arbeitete Abel als Patenttechniker und später als Ingenieur in einer Flugzeugfabrik. Der NKWD stellte ihn im September 1941 wieder ein und übertrug ihm die Leitung der Funkabteilung „Otdelnaja Brigada NKWD“ in Pawel Sudoplatows „4. Direktion für spezielle Aufgaben“  (Sudoplatow war Kopf einer speziellen Abteilung für Information und Sabotage „MGB“, ab 1950 bekannt als Büro MGB N1 für Auslandssabotage). Abel war 1942 verantwortlich für den Spielsender „Monastery“, eine Einrichtung, die mit gezielten Falschmeldungen die deutsche Abwehr täuschen sollte. Während dieser Zeit teilte er seine Moskauer Wohnung mit dem echten Rudolf Abel und dem späteren Dissidenten Kirill Chenkin. Der echte Rudolf Abel war sein Kollege (* 23. September 1900, Riga, Lettland, nicht am 2. Juli 1902, wie es Abel später beim FBI angab). Abel wechselte 1946 zum Volkskommissariat für innere Angelegenheiten (NKWD) unter der Leitung von Alexander Korotkow, stand aber weiterhin Sudoplatow zur Verfügung. 1948 bekam Abel eine Spezialausbildung für seinen späteren Einsatz in den USA.

### 1948–1961: USA

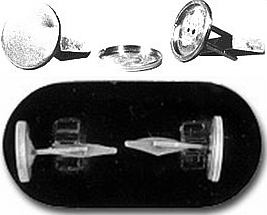
Hohle Manschettenknöpfe für Mikrofilmtransport (Foto: FBI)

Am 12. Oktober 1948 reiste Abel unter dem Codenamen „Arach“ über Frankreich und Kanada in die USA. Zum Aufbau seiner Tarnung erhielt er einmalig 5.000 US-Dollar und ein monatliches Gehalt von 500 US-Dollar. Abel bestieg in Le Havre, Frankreich, ein Schiff und schiffte sich am 14. November 1948 in Québec, Kanada aus. Als Tourist erreichte Abel am 16. November 1948 die USA. Er reiste mit dem US-Pass von Andrew Kayotis. Der verwendete Name und der Pass war der eines amerikanischen Staatsbürgers (* 10. Oktober 1895, Einwanderung in die USA Oktober 1916, US-Staatsbürger ab dem 30. Dezember 1930 in Grand Rapids, Michigan), der in einem Krankenhaus in der Litauischen SSR (Sowjetunion) gestorben war.
Abels Aufgabe war die Reorganisation und Erweiterung eines illegalen Spionagenetzes. Agenten mit „legaler“ Abdeckung, die Pässe als Konsularangehörige besaßen oder Mitglieder des Diplomatischen Corps waren, unterstanden ihm nicht. Er sollte ein eigenständiges System von Funkverbindungen nach Moskau aufbauen. Außerdem errichtete er ein Sabotagenetz, eigentlich zwei Einzelnetze: Westküste und Ostküste. Das „Westnetz“ rekrutierte Agenten in Kalifornien, Brasilien, Argentinien und Mexiko. Die lateinamerikanischen Agenten waren Sabotagespezialisten mit besonderer Erfahrung im Guerillakampf gegen Deutschland. Eine von ihnen, Maria de la Sierra (África de las Heras, Codename „Patria“), war Leo Trotzkis frühere Sekretärin (alias „Afrika“).
Michael und Anna Filonenko waren Abels Kontaktpersonen in Brasilien. Michael Filonenko war ein äußerst erfolgreicher Sowjetagent in Südamerika. Er war dort 1951 über die Volksrepublik China als Einwanderer eingeschleust worden. Seine mathematischen Kenntnisse und Erfahrung im Sprengen von Brücken und Eisenbahnanlagen brachten ihn ins Geschäft mit der brasilianischen Regierung und dem Diktator Alfredo Stroessner in Paraguay. Nach Abels Verhaftung 1957 wurden Filonenkos Kontakte über ein spezielles „Fischerboot“, einem als Fischdampfer getarnten sowjetischen Spionageschiff, im Atlantik aufrechterhalten.

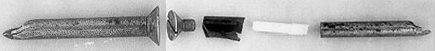
Hohler Nagel für Mikrofilmtransport

Abels erste Ziele waren die Militäreinrichtungen an der Westküste bei Long Beach. Seine Agenten hatten Kontakt zu US-Chinesen, die auf Schiffen Sprengstoff in den Fernen Osten brachten und von dort holten. An der Ostküste wurde Abel von Kurt Wissel unterstützt, Oberingenieur einer Schiffswerft in Norfolk, der seine Sabotageerfahrung aus dem Vorkriegseuropa einbrachte. Sie bauten ein Sabotagenetz aus Werftarbeitern, Service-Personal und Deutschstämmigen auf.
Abel leitete 1949 die Versuche zur Kontaktaufnahme mit führenden Atomwissenschaftlern, um sie zu einer Unterstützung der „Internationalen Antifaschistischen Wissenschaftlichen Gemeinschaft“ zu bewegen. Inzwischen war der „Kalte Krieg“ ausgebrochen und den Amerikanern war klar, dass die Sowjets bereits Kernwaffen hatten. In New York traf er Theodore Alvin Hall, um Zweifel zu zerstreuen, die Hall gegenüber Spionage hatte. Der gerade 19-jährige Hall (Codename Perseus, Mlad), wurde eine der wichtigsten Quellen der Informationsbeschaffung über das Los Alamos National Laboratory. Er lieferte Informationen für die sowjetische Aufklärung, weil er „um die Gefahren eines amerikanischen Monopols der Atomwaffen besorgt war“. Zusätzlich zu den „Spezialaufgaben“ hielt Abel Kontakt zu dem bestehenden Atomspionage-Ring. Er versuchte Beziehungen zu Atomphysikern und Wissenschaftlern bei Atomprojekten zu erweitern und auszubauen. Er leitete die Aktivitäten der bekannten Spione Lona Cohen und Morris Cohen (Codenamen: Volunteer, Lesly), mit denen er eng befreundet war. Die Cohens waren überzeugte Stalinisten und warben etliche Informanten an. Sie hielten den Kontakt zu Theodore A. Hall und zu sowjetischen Führungsoffizieren.
Unter dem Namen Emil R. Goldfus richtete Abel 1950 in den „Orvington Studios“ Brooklyn, 252 Fulton Street, ein Studio-Appartement ein. Er tarnte sich als Fotograf und Künstler, obwohl er für künstlerische Fotografie kaum Talent hatte. Gegenüber den Kollegen im Haus trat er als Laborant auf. Auch Freunde im Haus betrachteten seine Arbeit argwöhnisch. Er betrieb mehrere verdeckte Funkstationen an der Ostküste zwischen New York und Norfolk, an der Westküste und an den Großen Seen.

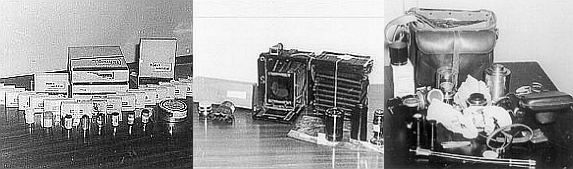
Sichergestellte Fotoausrüstung

Abel rief nach Ausbruch des Koreakrieges im Herbst 1950 alle lateinamerikanischen Sprengstoffexperten für zwei Monate zusammen, um sie für eventuelle Einsätze verfügbar zu haben. Ein Netz konspirativer Wohnungen und eine spezielle Infrastruktur wurden speziell für den Einsatzfall vorgehalten. Über permanente Funkverbindungen bestand Kontakt zu Einsatzgruppen in Mexiko, die als Saisonarbeiter schnell über die Grenze kommen sollten. Nach der Entdeckung von Ethel und Julius Rosenberg flohen Lona und Morris Cohen nach Paris, wurden dann in Großbritannien zu 20 Jahren Haft verurteilt und später ausgetauscht.
Nach den erfolgreichen sowjetischen Atombombentests 1952 entschied Hall, dass er genug für den Ausgleich der Kräfte getan hatte und wollte aussteigen. Abel versuchte vergeblich, ihn zur Weiterarbeit zu überreden.

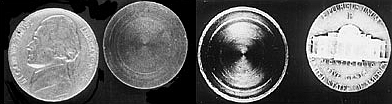
Hohle Münze für Mikrofilmtransport

Ein 5-Cent-Stück, das in einem Hohlraum einen Mikrofilm enthielt, wurde am 22. Juni 1953 in Brooklyn entdeckt. Die Münze wurde versehentlich als Wechselgeld herausgegeben und später Abel zugeordnet. Abel zog im Januar 1954 von der 5. Etage in die 4. Etage um. Abels Assistent Robert (Andrei Stepanowitsch Gjawgjanen, * 1920) ertrank unter merkwürdigen Umständen bei einem Schiffsunglück in der Ostsee. Abel wurde Reino Häyhänen (* 14. Mai 1920 bei Petrograd) als neuer Assistent zugewiesen. Häyhänen kannte Abel nur unter dem Codenamen Marc. Abel wurde 1955 für einige Monate zur „Überprüfung der Zuverlässigkeit“ nach Moskau gerufen. Bei dieser Gelegenheit bat er um den Rückruf von Häyhänen, den er für nicht vertrauenswürdig hielt, bevor er nach New York zurückkehrte.

### Enttarnung und Haft

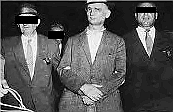
Rudolf Abels Verhaftung am 21. Juni 1957

Ende April 1957 brach Abel zu einer Reise nach Florida auf. Bekannten gegenüber gab er vor, sich wegen seiner Herzprobleme – Abel war sehr starker Raucher – dringend erholen zu müssen. Die Zentrale hatte ihm angeraten, vorübergehend unterzutauchen. Häyhänen wurde zum Rapport nach Moskau beordert und reiste nahezu zeitgleich mit dem Schiff nach Europa ab. Anfang Mai stellte sich Häyhänen in der US-Botschaft in Paris den amerikanischen Behörden. Er befürchtete in der Moskauer Zentrale strenge Maßnahmen. Nach dem Gespräch wurde er zu weiteren Verhören des FBI in die USA überstellt. Aufgrund der Aussagen von Häyhänen glaubten FBI-Ermittler, Abel am 28. Mai 1957 auf einer Parkbank gegenüber seinem Wohnhaus entdeckt zu haben. Da er das Haus nur beobachtete, aber nicht betrat, verlor sich die Spur. Später stellte sich heraus, dass es Abel gewesen war. Das Haus wurde weiter beobachtet, doch die Verdachtsmomente reichten zu einer einwandfreien Identifizierung nicht aus. Abel wurde vom FBI am 13. Juni 1957 im „Hotel Latham“, Manhattan (4, 28th St E, zwischen Madison Av. und Park Av. South) lokalisiert, wo er unter dem Namen Martin Collins abgestiegen war. Er wurde durchgehend observiert. Am 15. Juni 1957 identifizierte Häyhänen ‚Marc‘ – Abel eindeutig auf einem vom FBI bei der Überwachung gemachten Foto. Abel wurde in den frühen Morgenstunden des 21. Juni 1957 verhaftet. Da er unter dem Namen Martin Collins nicht amtlich registriert war, warf man ihm ein Vergehen gegen die Einwanderungsbestimmungen vor, was vorerst eine längere Inhaftierung rechtfertigte. Er legte kein Geständnis ab, aber die Beweiskraft der Indizien war erdrückend.

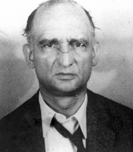
Karteifoto (FBI)

Gegen Abel wurde am 14. Oktober 1957 Anklage in drei Punkten erhoben. Am 15. November 1957 sprach Richter Mortimer W. Byers das Urteil: Schuldig in allen drei Anklagepunkten (sinngemäße, gekürzte Übersetzung):
1. Übermittlung von Verteidigungsinformationen an die Sowjetunion: 30 Jahre Haft
2. Ausspähen von Verteidigungsinformationen: 10 Jahre + 2.000 US-$ Geldstrafe
3. Arbeit als Agent eines fremden Staates ohne behördliche Genehmigung: 5 Jahre + 1.000 US-$ Geldstrafe

Abels Anwalt James B. Donovan erhob vor dem Supreme Court of the United States Einspruch gegen das Urteil, da die Durchsuchung von Abels Effekten ohne Hausdurchsuchungsbeschluss erfolgt war und die so beschafften Beweise nicht verwertbar seien. Am 28. März 1960 wurde Abels Einspruch zurückgewiesen, das Urteil wurde bestätigt (Abel v. United States, 362 U.S. 217).

### Austausch und Tod
Abel wurde am 10. Februar 1962 auf der Glienicker Brücke (West-Berlin/Potsdam, DDR) gegen den amerikanischen U-2-Piloten Francis Gary Powers ausgetauscht. Nach einem turbulenten Empfang zog er nach Moskau, wo er in relativem Luxus lebte. Er reiste im In- und (sozialistischen) Ausland umher, repräsentierte und hielt Vorträge. Er erhielt etliche Orden und Auszeichnungen, wurde zum Oberst des KGB befördert und bekam die Ehrendoktorwürde verliehen. 1970 besuchte er die DDR als Gast der Regierung und des MfS und besichtigte die Glienicker Brücke. Abel starb am 15. November 1971 als Dr. h.c. Rudolf Iwanowitsch Abel im Rang eines Obersts des KGB an Lungenkrebs nach einem Lebensabend in Wohlstand. Er wurde neben seinem Vater auf dem Donskoi-Friedhof beigesetzt. Sein Grabstein, mit einer Fotografie von ihm, trägt beide Namen (Fischer, Abel).
Seine Tochter berichtete, dass seine letzten Worte auf Englisch „Don’t forget that we are Germans anyway“ („Vergiss nicht, wir sind Deutsche, so oder so“) gewesen seien.

## Indirekte Ehrungen

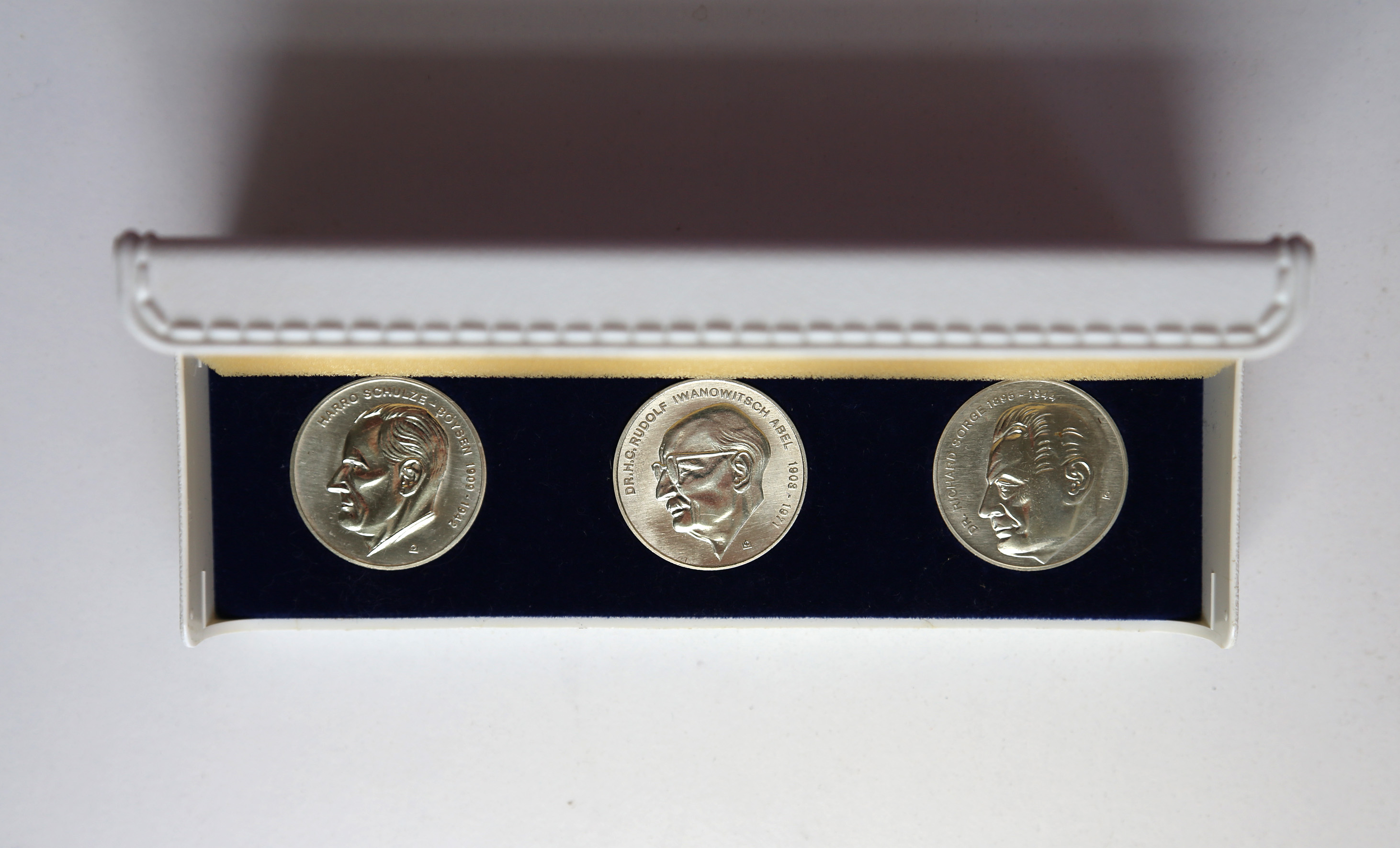
Medaillen des MfS in Edelstahl, v. l. n. r.: Schulze-Boysen, Abel, Sorge

- Das MfS gab Medaillen (Edelstahl, Meißner Porzellan) mit der Aufschrift „Dr. H.C. Rudolf Iwanowitsch Abel 1903–1971 – Kundschafter kämpfen als Internationalisten“ heraus. Weitere Medaillen der Serie: „Dr. Richard Sorge“, „Harro Schulze-Boysen“. Diese wurden vermutlich an verdiente Mitarbeiter und Freunde der Stasi verschenkt.
- In Berlin-Hohenschönhausen gab es zu DDR-Zeiten die 32. POS Oberst Rudolf Iwanowitsch Abel, sie wurde 1990 in „Stauffenberg-Gymnasium“ umbenannt.
- 1990 wurde Abel mit seinem Porträt auf einer sowjetischen Briefmarke (Mi-Nr. 6143) geehrt.
- 2003 veranstaltete eine Gruppe von KGB-Veteranen eine Gedenkfeier an seinem Grab.

## Abel in der Populärkultur
In dem Roman Es muß nicht immer Kaviar sein von Johannes Mario Simmel wird die Enttarnung Abels in New York faktennah geschildert und dem fiktiven Helden des Romans Thomas Lieven zugeschrieben.
In Steven Spielbergs Historiendrama Bridge of Spies – Der Unterhändler aus dem Jahr 2015 wurde Abel vom Schauspieler Mark Rylance gespielt, der für die Darbietung den Oscar für den besten Nebendarsteller erhielt.